# Inácio Joaquim Barbosa
Inácio Joaquim Barbosa (Rio de Janeiro, 10 de outubro de 1821 — Estância, 6 de outubro de 1855) foi um político brasileiro. Dos 55 presidentes que governaram Sergipe de 1824 a 1889, Inácio Barbosa está entre os mais importantes políticos de Sergipe,poliglota, com formação humanística, jovem governante de pouco mais de 30 anos, procurou fazer Sergipe viver o momento de progresso e inovações que então dominavam o Brasil. Realizou a mudança da capital de Sergipe de São Cristovão para o povoado Santo Antônio do Aracaju.

## Biografia
Filho de um militar, pouco se sabe a respeito da sua história de vida fora de Sergipe, não há nenhum dado preciso sobre sua aparência e nenhuma fotografia foi encontrada, existe a desconfiança que fosse mulato.
Enquanto Funcionário do Tesouro Nacional, cursou a faculdade de Direito de São Paulo, formando-se bacharel em ciências jurídicas e sociais em 1844. Foi Juiz Municipal de Paraíba do Sul-RJ, onde em 02 de abril de 1848 participou da receptiva ao Imperador Pedro II na fazenda "Governo" de propriedade de Joaquim Antônio Pereira da Cunha e da Marqueza de Inhambupe.
No Ceará assumiu o cargo de secretário da presidência do governo Fausto Augusto de Aguiar, substituindo Dr Luiz José de Sampaio Júnior exonerado em 13/05/1848. Casou-se com Maria de Gouvêa (filha do vice-cônsul português no Ceará Manuel Caetano de Gouvêa) com quem teve duas filhas. Escreveu nas colunas do jornal cearense "Pedro II", em favor do Presidente Provincial Aguiar. Foi nomeado vice-presidente da província do Ceará em 1849. Retorna ao cargo na Tesouraria Nacional na capital do Império (Rio de Janeiro) deixando o Ceará a bordo do vapor "Pernambucana".
Tomou posse como 1º oficial da Secretaria de Estado dos Negócios da Fazenda em 04/12/1850. Candidato à Assembléia Geral pelo Ceará (8ª legislatura) foi eleito suplente em 1851. Tomou parte nas sessões da Câmara temporária em 1852 como convidado do Deputado geral Miguel Fernandes, e em 1853 substituindo o Deputado geral André Bastos Oliveira.

## Presidência da Província de Sergipe
Já era viúvo quando chegou a Sergipe em 1853. Foi nomeado por carta imperial de 07 de outubro de 1853; tomando posse em 17 de novembro de 1853 no Paço da Assembléia Provincial.
Já no dia seguinte a sua posse, solicita ao Chefe de Polícia um relatório da criminalidade na província. Pela falta de recursos, solicitou ao Ministério da Guerra Do Império que aumentasse o efetivo local da Companhia Fixa. Apesar de mais prestigiado pelos seus aliados Conservadores, não era hostilizado em demasia pelos Liberais, e havia momentos de elogio a sua administração, sendo partidário da conciliação, em pró da resolução dos problemas dos senhores de engenho e ruralistas.

### Melhoramentos no transporte fluvial e da exportação do açúcar
A importância da Barra do Cotinguiba devido à grande produção açucareira de seu vale era evidente desde administrações anteriores. No período de 1850 a 1853 o único porto a receber navios de longo curso era o da Barra do Cotinguiba com 71 embarcações (na verdade era a Barra do rio Sergipe, que é o principal da Bacia e aquele que alcança o mar; o Cotinguiba era apenas uma afluente, mas o fato era desconhecido no séc XIX). Além disso, no mesmo período, o número total de embarcações que entraram pela Barra do Cotinguiba/Sergipe em cabotagem (645) foi bem maior que o total de embarcações entradas pelo Vaza-Barris (70) e rio Real (212).
Com sua construção, o canal do rio Pomonga, ligando o vale do Japaratuba ao vale do Cotinguiba/Sergipe (iniciadas em 26/09/1853), possibilitaria um rápido transporte entre vários povoados do interior como Capela e Japaratuba (grandes produtores açucareiros), a outras localidades a beira mar e ribeirinhas como Barra dos Coqueiros, Aracaju, Santo Amaro, Porto das Redes (antiga alfândega), Divina Pastora, Socorro, e Laranjeiras. Além disso, a Barra do Japaratuba era de difícil navegação e os naufrágios eram constantes.
Em 1854 Inácio Barbosa transfere a Mesa de Rendas Provinciais do Porto das Redes em Maruim para a Barra dos Coqueiros (criadas no século XIX, as Mesas de Rendas operavam despachos aduaneiros e fiscalização em portos de escasso movimento). Em 19 de janeiro de 1855 a Alfândega é transferida para Aracaju mesma época que a construção do canal Japaratuba-Pomonga é concluído, em fevereiro de 1855 (atualmente o canal encontra-se parcialmente fechado).
Em 23 fevereiro de 1854 o Presidente Barbosa publicou regulamento onde determinava que todo o açúcar sergipano exportado para qualquer outro porto fosse despachado unicamente nas Mesas de Rendas de Sergipe, onde pagaria os impostos provinciais. Antes deste regulamento Sergipe exportava seu açúcar por intermédio da Bahia o que encarecia em 400 réis por arroba o produto; além das fraudes realizadas dentro dos trapiches da Bahia (depósito de mercadorias, para importar ou exportar); responsáveis pela pesagem e qualificação do açúcar, subtraiam o produto à noite, ou roubavam nos pesos registrando e pagando quantias inferiores às reais.
As barras dos rios Sergipanos no geral eram de difícil navegação; arenosas, pouco profundas e instáveis, sujeitavam as grandes embarcações ao risco de naufrágio e encalhe. Havia a necessidade da instalação de um serviço de rebocagem. Em conjunto com o Barão de Maruim, articulou apoio junto aos ruralistas e comerciantes, que fundaram em 1854 a Associação Sergipense, para o serviço de reboque nas barras da Província de Sergipe.
Inácio Barbosa e aliados conseguem junto a Assembleia Geral Legislativa privilégio exclusivo por 12 anos para a Associação Sergipense estabelecer o serviço de vapores de reboque nas barras da Província de Sergipe, além da subvenção de 12 contos de réis anuais pagos pelo Tesouro Nacional para instalação e manutenção do serviço.
Uma comissão composta pelo Barão de Maruim, Coronel Manoel Cardoso D´Araujo e Dr Antônio Freire de Matos Barreto encomendou junto a uma firma inglesa um rebocador a vapor de 60 a 80 toneladas, contudo o barco somente chegou em 1856 (o vapor Aracaju).

### A Mudança da capital
A transferência do centro político da Província já era cogitada há algum tempo; a maior riqueza nos vales Japaratuba e Sergipe, agora interligados com a abertura do canal Pomonga, o melhor potencial fluvial da Barra Cotinguiba/Sergipe, o declínio econômico e político de São Cristóvão, foram alguns dos vários motivos para a presidência e a classe dominante na época investirem em uma sede com maior potencial.
Nos primeiros dois meses do ano de 1855 vários preparativos foram desenvolvidos para tal projeto; a Mesa de Rendas da Barra dos Coqueiros foi transferida para a região de Olaria (atual Centro) em Aracaju; a torre de vigia da Barra do Cotinguiba era consertada e um novo sub-delegado de polícia era nomeado para o povoado da Barra do Aracaju. Em 25 de fevereiro uma carta circular convidava os deputados a uma reunião no Engenho Unha de Gato, na cidade de Maruim, de propriedade de João Gomes de Melo, o Barão. Na reunião foram vencidas as últimas resistências ao projeto, poucos saíram contrários a proposta.
A Assembleia Provincial foi convocada ordinariamente para se reunir em 1º de março de 1855 em uma casa no povoado de Santo Antônio do Aracaju, onde Inácio Barbosa discursou sob a incontestável necessidade de transferência da capital para Aracaju.

A Resolução foi aprovada em 17 de março de 1855, e elevava à categoria de cidade o povoado de Santo Antônio do Aracaju além de transferir desde já da cidade de São Cristóvão para a de Aracaju a capital da Província.

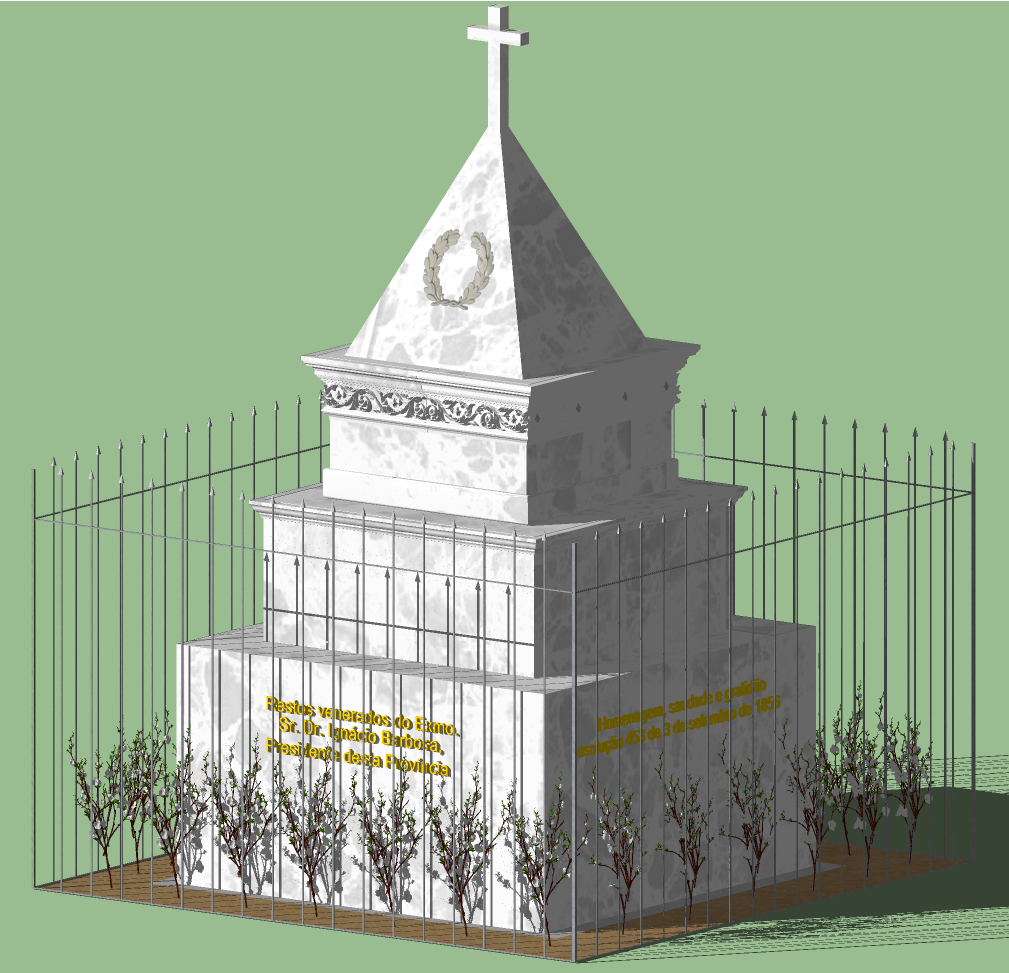
Antígo túmulo de 1858

### Morte e remoção de seus restos mortais
Adoeceu de malária e embarcou para Estância em 03 de agosto de 1855 no vapor Santa Cruz, deixando José da Trindade Prado como Presidente em exercício. Afastado do governo, faleceu em 06 de outubro de 1855. Foi sepultado no dia seguinte na Igreja Matriz de Estância. Inácio Barbosa governou Sergipe por 10 meses e 19 dias.
Seus restos mortais foram removidos várias vezes ao longo dos anos: em 29 de janeiro de 1858 foram transportados para os fundos da igreja de São Salvador em Aracaju, colocados em túmulo de mármore ao ar livre, onde permaneceram até 29 de janeiro de 1917; em 17 de março de 1917 foram novamente sepultados na base do obelisco erigido na Praça José de Faro (atual Travessa José de Faro) por motivo das comemorações do 62º aniversário da mudança da Capital; finalmente o obelisco foi mudado em 1951 para a Praça Dr. Inácio Joaquim Barbosa.